# Marzio Bruseghin
Marzio Bruseghin (ur. 15 czerwca 1974 w Conegliano) – włoski kolarz szosowy od 2010 roku jeżdżący w drużynie Movistar Team należącej do UCI ProTour. W zawodowym peletonie startuje od 1997 roku. Jego największym dotychczasowym sukcesem jest dwukrotne etapowe zwycięstwo w Giro d'Italia. Jest zawodnikiem bardzo dobrze jeżdżącym na czas.

## Sukcesy
- 2001
  - etap w Volta a Portugal
- 2003
  - 2 na 21 etapie Giro d’Italia
- 2004
  - 4 na 13 etapie Giro d’Italia
- 2005
  - 8 w Deutschland Tour
  - 9 w Giro d'Italia
- 2006
  - mistrzostwo Włoch w jeździe indywidualnej na czas
  - 6 w Deutschland Tour
- 2007
  - wygrany etap Tour de Pologne
  - 8. miejsce plus etap w Giro d'Italia
- 2008
  - etap w Giro d’Italia, 3. miejsce w klasyfikacji generalnej
  - 10 w Vuelta a España
- 2009
  - 9 w Giro d’Italia